# Nacionalno prvenstvo ZDA 1938
Nacionalno prvenstvo ZDA 1938 v tenisu.

## Moški posamično
Don Budge :  Gene Mako  6-3 6-8 6-2 6-1

## Ženske posamično
Alice Marble :  Nancye Wynne Bolton  6-0, 6-3

## Moške dvojice
Don Budge /  Gene Mako :  Adrian Quist /  John Bromwich 6–3, 6–2, 6–1

## Ženske dvojice
Sarah Palfrey Cooke /  Alice Marble :  Simone Mathieu /  Jadwiga Jędrzejowska 6–8, 6–4, 6–3

## Mešane dvojice
Alice Marble /  Don Budge :  Thelma Coyne Long /  John Bromwich 6–1, 6–2